# Liebmann Béla
Liebmann Béla (Temesvár, 1899. június 23. – Szeged, 1996. december 16.) fotóművész.

## Életpályája
Temesváron optikus- és orvosi műszerész tanulóként kezdett, később segéd, majd üzletvezető volt. 1917-ben a kommandó a doberdói csatába vezényelte. Híradósként szolgált, emberek tucatjait mentette meg; ezért később kitüntetést is kapott. 1918-ban elkapta a spanyolnáthát, ám erős szervezete legyőzte a gyilkos kórt. 1918 karácsonyán lerongyolódva, csontig lefogyva került haza. 1919-ben készítette el első felvételét. Temesvárról a román katonai behívó elől 1919-ben Budapestre ment.
Az 1920-as években Pesten keresett magának megélhetést. Itt ismerkedett meg a szegedi születésű Vér Györggyel (1904–1943), a színes tollú és korában ismert újságíróval. 1922-ben lett szegedi. Pásztor József, a Szeged című napilap tulajdonosa hazahívta Vér Györgyöt, akit Béla is elkísért. 1925–1926-ban a cég makói fióküzletét irányította, majd 1927-ben Szegeden önállósította magát.
1931-ben megnyitotta kapuit a Szegedi Szabadtéri Játékok, így alig győzte fényképezni a híres embereket. 1939–1940 között intézni kezdte a vízumot Amerikába; azért nem utaztak el, mert felesége félt, hogy Hitlerék elsüllyesztik a hajójukat.
1940-ben őt, Rezső bátyjával és Vér Györggyel együtt Kiszomborra, majd Abonyba vitték munkaszolgálatra. 1941-ben a zsidótörvények ellenére őt is behívták katonának. Vér Györgyöt doni munkaszolgálatra hurcolták, ahol 1943-ban tifuszban meghalt. 1944 tavaszán a németek bevonultak Szegedre. 1944 májusában ismét munkaszolgálatra internálták. Abban a hitben ment el, hogy feleségét, Szenkát és lányát, Flórát nem fenyegeti közvetlen veszély. Júniusban több ezer sorstársukkal együtt őket is a gettóba zárták. Szenka és Flóra nem az Auschwitzba tartó vonatra került, hanem 15 000 szegedi zsidóval együtt Strasshofba, a Bécs környéki „rabszolgatáborba” vitték őket. Liebmann Béla 1945. január 6-án tért vissza Szegedre, miután a nyergesújfalui munkaszázadból megszökött. 1945 tavaszán a strasshofi deportáltakat elkezdték összegyűjteni „munkahelyeikről” és táborokba szállították őket. Szeréna és Flóra 40 emberből álló csoportját azonban a kiküldött SS-különítmény félúton felhajtotta a sulzbachi gránitbánya peremére. Itt haltak meg.
Az 1950-es évek második felében ismét szerepelt külföldön. Üzletét 1951-ben be kellett zárnia, ekkor fotóriportere lett a Szegedi Fényképész Szövetkezetnek, ahol nyugdíjazásáig a Délmagyarországnak és a Csongrád Megyei Hírlapnak készített sajtófotókat.

### Munkássága
A Pesti Hírlapban, az Új Időkben jelenetk meg fotói. Kodály Zoltán, Csortos Gyula, Tőkés Anna, Milloss Aurél, Janovics Jenő is megörökítésre került, úgy mint például Kálmán Imre, Lehár Ferenc avagy a költő Szép Ernő is. Később Az Est-lapok, a Színházi Élet, a Rádióélet, a Délibáb kérték és közölték fotóit. Képein ott van Roberto Benzi, Kós Károly, Mojszejev, Ruttkai Éva, Simándy József, Margaret Tynes, Vaszy Viktor és sokan mások. Egyik híres képén a tudomány nemzetközi nagyságai, Kalmár László, Rédei László, Szőkefalvi-Nagy Béla, Tandori Károly és mások láthatók.

## Magánélete
1931-ben az egyik szegedi úszóházon találkozott a Brassóból Szegedre látogató Hortobágyi Szerénával, az ő Szenkájával, és beleszeretett. 1932-ben házasságot kötöttek. 1934-ben megszületett Flóra lányuk. Az 1950-es években találkozott a Szentesről érkező sakktehetséggel, Kovács Emíliával.

## Díjai, elismerései
- Munka Érdemrend (1962)
- Pro urbe Szeged (1989)
- Debreczeni Pál-díj (1994)